# Américano-libérien
Pour le groupe ethnique originaire du bassin du Congo, voir kongo (peuple).
Le peuple américano-libérien (également connu sous le nom de peuple Congo ou peuple Congau ), est un groupe ethnique libérien d'origine afro-américaine, afro-caribéenne et  africaine libérée (en). Les Américano-Libériens font remonter leur ascendance aux Afro-Américains nés libres et anciennement réduits en esclavage qui ont émigré au XIXe siècle pour devenir les fondateurs (en) de l'État du Libéria. Ils se sont identifiés comme Américano-Libériens.
Bien que les termes « américano-libérien » et « Congo » aient eu des définitions distinctes au XIXe siècle, ils sont actuellement interchangeables et désignent un groupe ethnique composé des descendants de divers Afro-Américains, Caribéens, récapitulés et créoles de Sierra Leone libres et ex-esclaves qui se sont installés au Libéria à partir de 1822.
La désignation « Congo » pour la population américano-libérienne est entrée dans l'usage courant lorsque ces Afro-Américains ont intégré 5 000 Africains libérés appelés Congos (anciens esclaves du bassin du Congo, qui ont été libérés par les Britanniques et les Américains des navires négriers après l'interdiction de la traite des esclaves africains) et 500 immigrants barbadiens dans l'identité américano-libérienne. Sous la direction américano-libérienne, le pays était relativement stable, même si les Américano-Libériens et les autochtones d'Afrique de l'Ouest maintenaient des existences largement séparées et se mariaient rarement entre eux.
Outre les élites libériennes indigènes, les chefs et la royauté, les Américano-Libériens de la classe supérieure ont dirigé les secteurs politique, social, culturel et économique du pays, et ont gouverné le nouvel État des années 1800 jusqu'en 1980 en tant que minorité petite mais dominante. Cependant, le président William Tubman a remis en question le statu quo et a défendu la cause des groupes indigènes de l'intérieur contre l'oligarchie établie.

## Histoire et peuplement

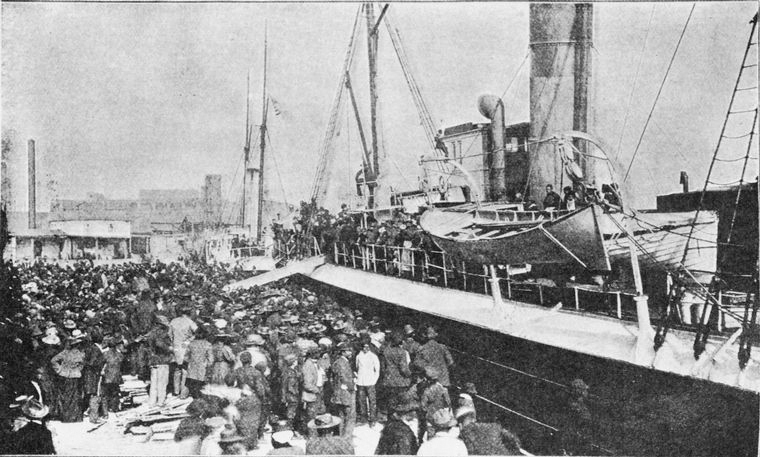
Les Afro-Américains partent pour le Libéria, 1896. L'American Colonization Society a envoyé ses derniers émigrants au Libéria en 1904.

Les Américano-Libériens descendaient de colons afro-américains et afro-caribéens, dont beaucoup étaient des esclaves affranchis et leurs descendants qui ont émigré au Libéria avec l'aide de l'American Colonization Society (ACS). Les premiers colons noirs américains sont arrivés au Libéria en 1822. Le projet de l'ACS visant à encourager la migration des Noirs américains vers l'Afrique a rencontré à l'époque des réactions mitigées. Certains membres du mouvement abolitionniste, comme Gerrit Smith, s'opposèrent à cette idée, arguant que les familles afro-américaines vivaient aux États-Unis depuis des générations et que leur sentiment dominant était qu'elles n'étaient pas plus africaines que les Américains blancs n'étaient européens. D’autres historiens ont soutenu que les Américains blancs ont encouragé l’émigration des personnes de couleur vers l’Afrique en raison de leur opposition à l'intégration. De plus, certains propriétaires d’esclaves ont affranchi certains de leurs esclaves à condition qu’ils émigrant. Cependant, d'autres Afro-Américains pensaient qu'ils bénéficieraient de meilleures opportunités économiques en Afrique et seraient libérés des préjugés raciaux, un sentiment qui a été approuvé par le mouvement Back-to-Africa,. Alors que l'émigration des Noirs américains vers le Libéria se poursuivait régulièrement jusqu'au milieu et à la fin du XIXe siècle, le mouvement a reçu le soutien d'un certain nombre de personnalités influentes, dont le président de l'UNIA, Marcus Garvey, qui allait devenir président de la Black Star Line, qui encourageait l'émigration et le commerce maritime économique entre les États-Unis et le Libéria.
Les premiers colons afro-américains arrivés dans la région qui a été établie sous le nom de Liberia entre 1820 et 1843 étaient principalement des Noirs libres de Virginie, de Caroline du Sud et de Géorgie, tandis qu'un plus petit nombre venaient des États du nord comme le New Jersey, New York, le Delaware et le Connecticut. Les mouvements ultérieurs comprenaient également des émigrants du Mississippi, de la Louisiane, de l'Arkansas, du Kentucky et de la Floride[réf. nécessaire].
L'exode libérien (en) a vu une émigration massive d'Afro-Américains de Caroline du Sud vers le Libéria. Le député Richard H. Cain (en) a appelé un million d'hommes à quitter les injustices dont ils ont souffert aux États-Unis et à partir pour l'Afrique. En 1877, la Liberian Exodus Joint Stock Steamship Company a été créée à Charleston, en Caroline du Sud avec un fonds de 6 000 $ pour aider à l'émigration des Noirs américains vers l'Afrique. La société a ensuite acheté une barque appelée Azor, qui est arrivée à Charleston en mars 1878 pour commencer à expédier des migrants afro-américains au Libéria. L'enthousiasme suscité par l'exode libérien avait été alimenté en partie par des rapports exagérés sur la fertilité du pays, notamment des affirmations selon lesquelles les pommes de terre poussaient si grosses qu'une seule pouvait nourrir une famille pendant une journée, et que certains arbres produisaient du bacon. Cependant, 23 des émigrants sont morts pendant le voyage et, à leur arrivée, les passagers ont découvert que ces affirmations n'étaient pas vraies et beaucoup se sont retrouvés appauvris. Ceux qui pouvaient se le permettre retournèrent aux États-Unis en 1879 et les projets d'un deuxième voyage de la Liberian Exodus Company furent abandonnés. Cependant, les passagers de l'Azor qui sont restés ont connu le succès et se sont imposés comme certains des Américano-Libériens les plus éminents, notamment l'agriculteur et homme d'affaires agricole Saul Hill, le sénateur libérien, le révérend David Frazier et Daniel Frank Tolbert, qui était le grand-père du futur président libérien William R. Tolbert, Jr..
La marine américaine a été responsable de la reprise de navires négriers illégaux cherchant à transporter des africains réduits en esclavage vers les amériques après l'abolition américaine de la traite des esclaves en 1808. Ces Africains réduits en esclavage, appelés Africains libérés ou Recaptifs, dont beaucoup étaient originaires du bassin du Congo, étaient désignés comme « Congoes » et tous les Recaptifs, y compris ceux du Nigeria, du Cameroun et du Ghana actuels, étaient tous décrits comme « Congoes »[réf. nécessaire].
Au cours du XIXe siècle, environ 20 000 colons sont arrivés au Libéria, dont environ 14 000 Afro-Américains et environ 5 700 captifs. Sur les 14 000 colons afro-américains, près de la moitié sont morts du paludisme dans les 10 ans qui ont suivi leur arrivée.
Bien que le nombre d'immigrants afro-caribéens au Libéria soit relativement faible par rapport à la Sierra Leone coloniale, au moins 300 Afro-Barbadiens (en) se sont installés au Libéria en 1865 et un nombre plus restreint d'immigrants afro-caribéens se sont installés au Libéria entre 1865 et 1930 en provenance d'îles des Caraïbes telles que Trinidad, la Jamaïque et Grenade[réf. nécessaire].
Les premiers colons afro-américains n'avaient pas de bonnes relations avec les habitants africains autochtones qu'ils rencontrèrent pour la première fois au Libéria en raison de différences culturelles et commencèrent bientôt à établir une élite sociale et économique dans le pays. Selon le site Web BlackPast, « ils ont conservé des préférences pour le style vestimentaire occidental, les maisons de style plantation du Sud, la cuisine américaine, le protestantisme, la langue anglaise et les pratiques de parenté monogame. » Sur le plan démographique, les Américano-Libériens avaient tendance à se concentrer dans les grandes villes et villages tandis que les Africains autochtones restaient dans des zones moins développées avant que les deux groupes ne commencent à se mêler au XXe siècle.

## Développement de la société
La communauté des colons a développé une société, une culture et une organisation politique américano-libériennes qui ont été fortement influencées par leurs racines dans le Sud américain ainsi que dans les Caraïbes anglophones.
Les Américano-Libériens ont été crédités de la plus grande et de la plus longue expansion économique du Libéria du début à la fin du XXe siècle, en particulier William V.S. Tubman, qui a beaucoup fait pour promouvoir l'investissement étranger et pour combler les écarts économiques, sociaux et politiques entre les descendants des premiers colons et les habitants de l'intérieur. La plupart des anciennes familles américano-libériennes puissantes ont fui aux États-Unis dans les années 1980 après l’assassinat du dernier président américano-libérien, William Tolbert, lors d’un coup d’État militaire[réf. nécessaire].
Bien que les chercheurs libériens aient négligé les stratifications internes telles que la classe et la géographie au sein de la société américano-libérienne, les différences socio-économiques régionales et locales parmi les Américano-Libériens ont entraîné de légères différences culturelles entre les Américano-Libériens ruraux « en amont » tels que ceux basés à Clay-Ashland et les Américano-Libériens basés en ville, en particulier ceux basés à Monrovia qui étaient parfois appelés « Américano-Libériens de Monrovia ». Les Américano-Libériens basés à Monrovia étaient décrits comme plus urbains que leurs homologues ruraux et étaient perçus par certains Américano-Libériens comme exerçant une trop grande influence sur les affaires politiques nationales.

## Colonies
Les Américano-Libériens s'installèrent à Monrovia, Careysburg, Clay-Ashland, Buchanan, Maryland, Mississippi-in-Africa (en), Cape Mount, Greenville et dans un certain nombre de petites villes le long de la rivière Saint-Paul. Il est à noter que les familles originaires de la Barbade, parmi lesquelles les Barclays, les Morgans, les Bests, les Thorpes, les Weeks et les Portemans, se sont installées à Crozierville,.
Le « peuple Congo » originel était installé en New Georgia (en). En 1821, le navire Elizabeth en provenance de New York débarqua sur l'île de Sherbro, en Sierra Leone, avec à son bord 86 Afro-Américains libérés, qui furent ensuite réinstallés à Monrovia.

## Influence politique au Libéria

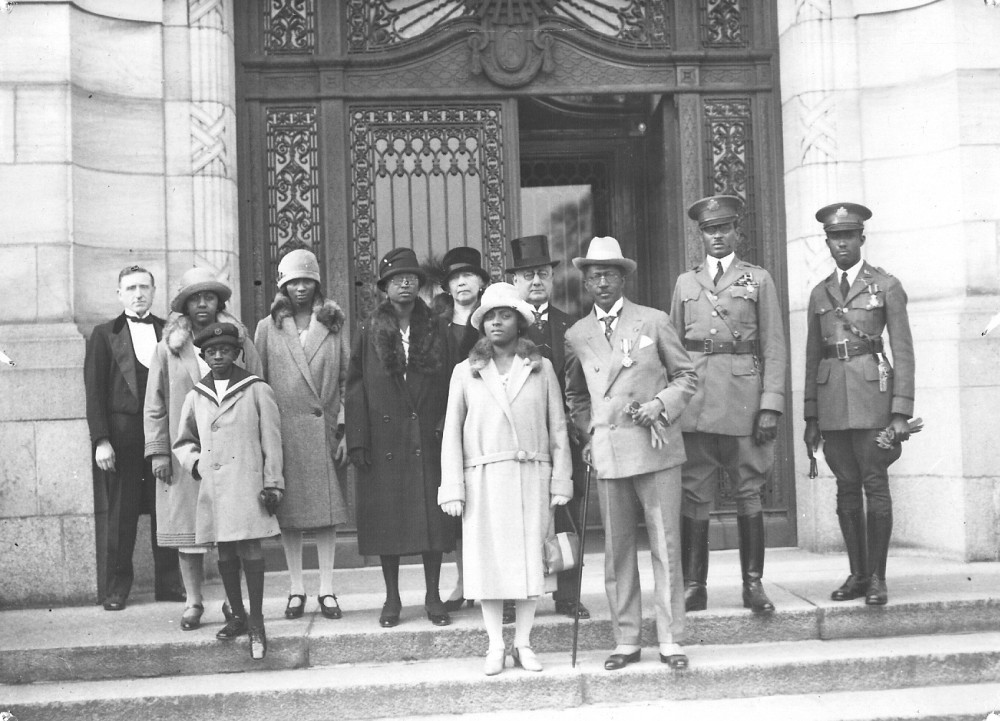
Charles DB King, un Américano-Libérien qui a été président du Libéria (1920-1930), avec son entourage sur les marches du Palais de la Paix, La Haye (Pays-Bas), 1927.

Les Américano-Libériens de la classe supérieure ont joué un rôle de premier plan dans la politique nationale libérienne depuis la fondation du pays. Lors de la déclaration d'indépendance du Libéria (en) en 1847, les Américano-Libériens contrôlaient une grande partie des institutions politiques et sociales du Libéria. Les institutions politiques et éducatives ont été inspirées par le cadre des États-Unis. Ils ont établi un système de gouvernement avec une république constitutionnelle et trois branches de gouvernement (législatif, judiciaire, exécutif). De 1878 à 1980, la République du Libéria était de facto un État à parti unique, dirigé par le True Whig Party et l'Ordre maçonnique du Libéria (en), qui étaient dominés par les Américano-Libériens et une minorité importante de « Libériens autochtones »[réf. nécessaire].
Le Liberia était initialement dominé par deux partis politiques soutenus par les Américano-Libériens, le Parti républicain (en) et le True Whig Party (TWP). Après l'élection du candidat du TWP, Anthony W. Gardiner, à la présidence en 1878, le TWP a gouverné le Liberia pendant plus d'un siècle, consolidant ainsi la domination politique américano-libérienne. Bien que les partis d’opposition n’aient jamais été déclarés illégaux et que le Libéria n’ait pas été classé comme une dictature, le TWP a plus ou moins dirigé le pays comme un État à parti unique et a détenu le monopole de la politique libérienne. Les présidents libériens à partir de cette date étaient soit d'origine américano-libérienne totale, soit d'origine partiellement américano-libérienne[réf. nécessaire].
Élu président en 1944, l'Américano-Libérien William Tubman était largement considéré comme le père du Libéria moderne. L'administration Tubman s'est lancée dans un programme de modernisation de masse, comprenant l'amélioration de l'alphabétisation de la population, le développement agricole, la mise à jour des infrastructures du pays, l'établissement de relations étroites avec les États-Unis et l'attraction d'investissements étrangers pour stimuler l'économie . Durant sa présidence, le Libéria a généralement soutenu les intérêts américains en matière de politique étrangère, notamment en rompant les liens critiques avec l’Allemagne pour se ranger du côté des puissances alliées et en votant avec les États-Unis aux Nations Unies sur les questions liées à la guerre froide. En échange, Tubman a obtenu 280 millions de dollars d’aide de la part des États-Unis, soit le montant le plus élevé accordé à un pays africain (par habitant) à l’époque. Durant sa présidence, Tubman a introduit deux politiques majeures : la politique de la porte ouverte et la politique d’unification nationale. L'objectif principal de la politique de la porte ouverte de Tubman était de solliciter des investissements étrangers, des entreprises ou des pays alliés, dans le développement du Libéria. Grâce à cette politique, Tubman a facilité l’implantation d’entreprises étrangères au Libéria, notamment de grandes sociétés telles que Firestone Tire and Rubber Company, Republic Steel Corporation et la Liberian American Swedish Mineral Company. La Firestone Tire and Rubber Company s’est avérée être l’investissement le plus influent pour l’économie libérienne, car le caoutchouc est devenu la principale culture d’exportation du Libéria. En conséquence, le Libéria a connu une période de développement rapide et de prospérité économique dans les années 1960. Il a également introduit une politique d'unification nationale dans laquelle il a déclaré son objectif de détruire « toutes les idéologies qui divisent (le peuple libérien)», et d'éliminer ce qu'il a appelé l'américano-libérianisme pour le remplacer par une nouvelle approche sociétale axée sur « la justice, l'égalité, le fair-play et l'égalité des chances pour tous dans tout le pays ». La politique visait à assimiler plus pleinement la population indigène libérienne de l'intérieur dans le tissu politique, économique et social du Libéria. Tubman s'est également battu pour davantage de droits constitutionnels pour les Libériens autochtones, même si des disparités subsistaient.

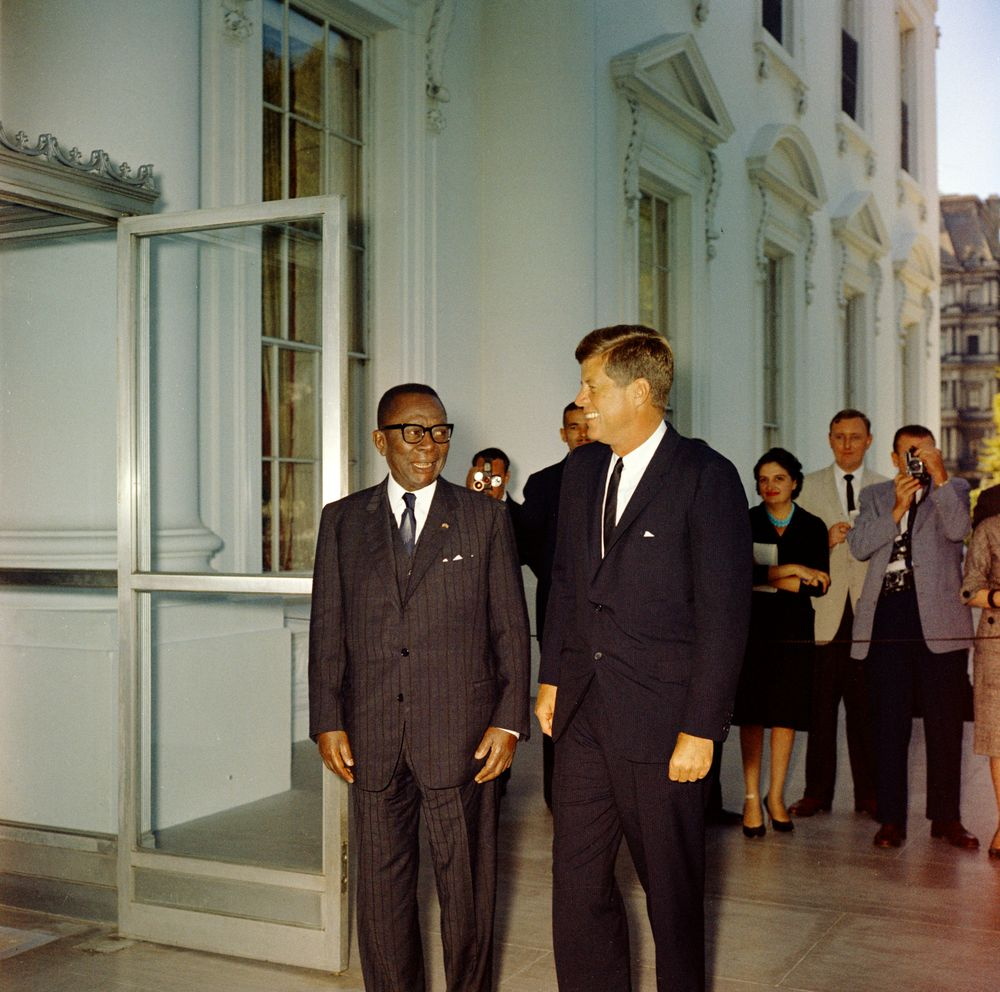
William Tubman et JFK à la Maison Blanche en 1961

Tubman a été remplacé par son vice-président, l'Américano-Libérien du TWP William Tolbert en 1971. Après son arrivée au pouvoir, Tolbert a cherché à introduire des réformes plus libérales, qui comprenaient également la correction des déséquilibres entre les Américano-Libériens et les peuples autochtones en intégrant davantage de personnalités autochtones au gouvernement. Cependant, ces réformes se sont avérées impopulaires parmi une partie de la population américano-libérienne (y compris les membres de son cabinet) qui estimaient que Tolbert sapait leur position et l'accusaient de « laisser les paysans entrer dans la cuisine » tandis que les Libériens autochtones estimaient que les changements se produisaient trop lentement. Les relations entre les États-Unis et le Libéria sont également devenues tendues à cette époque, car Tolbert a accueilli des dirigeants de pays communistes tels que la Chine, Cuba et l'Union soviétique. En outre, il a rompu les liens avec Israël, allié des États-Unis, pendant la guerre du Kippour.
En 1980, Samuel Doe, originaire du Libéria, a mené le coup d'État libérien de 1980 au cours duquel Tolbert a été assassiné et la domination politique américano-libérienne a pris fin. Le mandat de Doe à la tête du Libéria a conduit à une période de guerres civiles, entraînant la destruction de l'économie du pays. Au début du 21e siècle, le Libéria est devenu l’un des pays les plus pauvres du monde, où la majeure partie de la population vit en dessous du seuil international de pauvreté[réf. nécessaire].
Il existe un débat parmi les universitaires sur la manière dont les Américano-Libériens de la classe supérieure ont pu exercer un pouvoir politique et une influence plus grande que leur population. Certains universitaires attribuent l'influence des Américano-Libériens à la consolidation des intérêts économiques et sociaux dans les différentes facettes de la société américano-libérienne, malgré le fait que certaines divisions initiales dans la société américano-libérienne primitive étaient fondées sur l'État d'origine aux États-Unis, les niveaux d'éducation, la classe socio-économique, le statut d'homme libre ou affranchi, et peut-être le « colorisme », en particulier parce que le premier président était de race mixte, comme l'étaient de nombreux immigrants, reflétant la nature de la société afro-américaine dans le Haut-Sud[réf. nécessaire].
Cependant, certains chercheurs contestent l'importance du colorisme dans la société américano-libérienne primitive et ont noté qu'au début de la République, les dirigeants politiques américano-libériens avaient une gamme de couleurs et de tons de peau allant de la peau très foncée aux phénotypes de peau claire reflétant un mélange afro-européen, ce qui indique que la théorie sur l'importance du colorisme dans la société américano-libérienne est peu susceptible d'être exacte[réf. nécessaire].
Il est plus probable que les Américano-Libériens de la classe supérieure aient bâti leur pouvoir sur leur familiarité avec la culture et l’économie américaines, leur lignée commune et leur capacité à créer un réseau d’intérêts communs. D’autres pensent que leur influence politique considérable était en partie due à l’Ordre maçonnique du Libéria, une organisation fraternelle. Une loge maçonnique en marbre a été construite en 1867, l'un des bâtiments les plus impressionnants de Monrovia. Il était considéré comme un bastion du pouvoir américano-libérien et était suffisamment fort pour survivre à la guerre civile. Après des années de négligence après la guerre, l'ordre maçonnique a réparé la loge[réf. nécessaire].

## Culture
La culture américano-libérienne est un mélange des cultures afro-américaine et caribéenne amenées au Libéria par les différents colons américains, récapitulatifs et antillais et se manifeste par la langue, les normes sociales et le style architectural des Américano-Libériens[réf. nécessaire].
Les premiers colons afro-américains pratiquaient le christianisme, parfois en combinaison avec des croyances religieuses africaines traditionnelles. Ils parlaient un anglais vernaculaire afro-américain, qui s'est développé en anglais libérien. L’anglais a joué un rôle central dans l’éducation, la gouvernance et la communication. Les langues indigènes du Libéria sont également parlées par divers groupes ethniques, mais l'anglais est la langue dominante et officielle depuis l'arrivée des colons américano-libériens[réf. nécessaire].
À leur arrivée, les colons n'ont pas fait grand-chose pour s'intégrer aux pratiques autochtones existantes; au lieu de cela, ils ont établi au Libéria une société qui reflétait celle de l'Amérique. En plus de modeler leurs institutions politiques sur celles des États-Unis, les Américano-Libériens étaient connus pour préférer les modes vestimentaires occidentaux, la nourriture afro-américaine du Sud et suivre les normes sociales américaines telles que les relations monogames et la structure de classe. De plus, les Américano-Libériens ont contribué à la cuisine de la région en introduisant des techniques de boulangerie américaines.
Les colons américano-libériens ont construit des villes et des villages dont l'architecture rappelle les styles américains. Les églises, les bâtiments et les maisons présentaient une forme unique d'architecture d'avant-guerre et les maisons des élites ressemblaient souvent aux maisons de plantation du Sud américain. Des projets d’infrastructure, notamment des routes et des ponts, ont également été développés selon les modèles américains.
Les mariages américano-libériens suivent les mariages traditionnels de style afro-américain ou afro-caribéen dans lesquels le marié apparaît dans un costume de salon et la mariée dans une robe de mariée blanche[réf. nécessaire].
De nombreux Américano-Libériens de la haute société et influents appartenaient à l'Ordre maçonnique du Libéria, fondé en 1867 et basé dans le Grand Temple maçonnique de Monrovia. Au Libéria, en particulier au cours des premières années de la république, l’Ordre maçonnique a joué un rôle important dans la structure politique et sociale, car il s’est mêlé au pouvoir politique et aux réseaux d’élite du Libéria. Être franc-maçon était une véritable condition préalable pour accéder à des postes de direction politique au sein du True Whig Party. Les réunions politiques du TWP se tenaient même dans le Grand Temple Maçonnique, où seuls les membres pouvaient entrer. Après le coup d'État libérien de 1980, Samuel Doe a interdit la franc-maçonnerie avant de lever l'interdiction en 1987. Le temple maçonnique a été endommagé pendant la première guerre civile libérienne et est resté inoccupé avant d'être restauré.

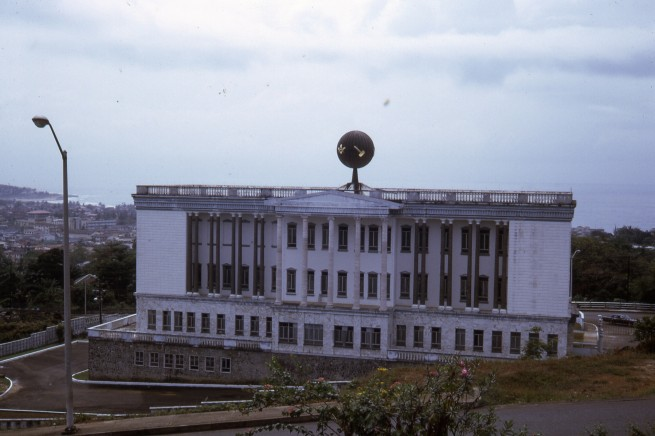
Grand Temple maçonnique de Monrovia avant la guerre

## Éducation
Les Américano-Libériens sont arrivés avec des degrés variables d’éducation formelle et informelle. Les Américano-Libériens ont créé des écoles et ont également fondé l'Université du Libéria, anciennement Liberia College, en plus d'autres établissements d'enseignement supérieur tels que Cuttington College[réf. nécessaire].
Les Américano-Libériens ont été parmi les premiers Africains subsahariens à obtenir le titre de médecins et d'avocats aux États-Unis et parmi les pionniers américano-libériens les plus éminents figure le Dr Solomon Carter Fuller, un éminent psychiatre et médecin libérien diplômé de l'Université Harvard,.
Plusieurs Américano-Libériens ont travaillé comme enseignants et ont enseigné à la fois aux Américano-Libériens et aux Libériens d’autres groupes ethniques. Les Américano-Libériens ont fait un effort concerté pour éduquer les Libériens d’autres groupes ethniques, notamment par le biais du système de paroisses.

## Religion
Les Américano-Libériens sont majoritairement des chrétiens protestants et appartiennent principalement aux confessions baptiste et méthodiste, bien que certains Américano-Libériens soient épiscopaliens et peut-être une plus petite minorité adhère à la foi catholique. Les Américano-Libériens ont introduit le christianisme protestant à plus grande échelle dans la région actuelle du Libéria. Plusieurs Américano-Libériens ont servi comme missionnaires auprès d'autres groupes ethniques au Libéria et ont été parmi les premiers missionnaires baptistes, méthodistes et épiscopaux d'origine noire africaine au Libéria.

## Nourriture
La cuisine américano-libérienne comprend une variété de plats et est un mélange de plats de riz et de foufou afro-américains, afro-caribéens et locaux libériens. Les Américano-Libériens ont introduit les techniques de pâtisserie traditionnelles afro-américaines dans la nation moderne du Libéria. Le Libéria reste unique pour ses traditions de pâtisserie qui proviennent des immigrants afro-américains au Libéria. La cuisine traditionnelle américano-libérienne comprend des plats afro-américains tels que le pain de maïs, le poulet frit et le chou vert, mais intègre également des plats traditionnels africains locaux tels que la soupe au beurre de palme et le riz.

## Habillement
Les Américano-Libériens d’aujourd’hui, comme les autres Libériens, portent des vêtements de style africain et occidental. Les groupes ethniques du Libéria étaient habitués à voir des vêtements européens avant l’arrivée des Américano-Libériens, en raison d’un commerce intensif avec les Européens datant des XVe et XVIe siècles.
Cependant, les groupes ethniques qui habitaient le Libéria ne portaient pas habituellement de vêtements de style occidental, et ce sont les Américano-Libériens qui ont popularisé les vêtements de style occidental, notamment le haut-de-forme, le frac, le costume de ville et la redingote. Les femmes américano-libériennes entre le XIXe et le début du XXe siècle portaient des robes américaines élaborées de style victorien et édouardien qui étaient à la mode parmi les communautés afro-américaines et blanches américaines du sud des États-Unis. Les hommes américano-libériens portaient des hauts-de-forme, des redingotes et des costumes de ville en plus des guêtres.
Bien que les Américano-Libériens aient continué à porter des styles vestimentaires élaborés pour des occasions spéciales telles que les mariages, les défilés et l'investiture des présidents, ils ont adapté leurs styles vestimentaires pour intégrer la nouvelle mode de style occidental et des robes élaborées de style africain entre le début et la fin du XXe siècle. À l'ère moderne, bien que les Américano-Libériens aient été les pionniers, les Libériens, quelle que soit leur origine ethnique, portent des vêtements de style africain et occidental.

## Langue
Les Américano-Libériens parlent l'anglais libérien (en) et ses variétés telles que le merico (en) et l'anglais des colons libériens, qui ont tous été influencés par l'anglais vernaculaire afro-américain, le gullah et le créole barbadien (en). Les Américano-Libériens ont introduit une forme d'anglais vernaculaire afro-américain qui a influencé l'anglais pidgin ou patois existant dans la région du Libéria depuis l'époque précoloniale. Cette forme, appelée anglais libérien standard ou anglais des colons libériens, continue d'être parlée aujourd'hui par les descendants des premiers colons.

## Architecture

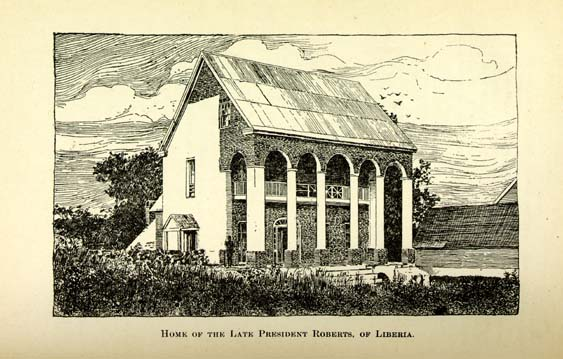
Lithographie de l'ancienne maison de Joseph Jenkins Roberts à Monrovia

L'architecture américano-libérienne du XIXe et du début du XXe siècle était une fusion unique de l'architecture d'avant-guerre des États-Unis intégrée à l'environnement africain du Libéria. Les maisons américano-libériennes étaient une variante de différents styles architecturaux du Sud américain et étaient construites en planches ou en ossature de pierre et possédaient toutes deux des vérandas[réf. nécessaire].
Les Américano-Libériens les plus riches ont incorporé l'architecture du Sud d'avant-guerre, qui comprenait l'architecture néoclassique et néo-gréco-romaine des grandes maisons des plantations du Sud d'avant-guerre, dans les maisons qu'ils ont construites au Libéria. L'architecture du Sud d'avant-guerre incorporait les styles géorgien, néoclassique et néo-grec qui se reflètent également dans l'architecture américano-libérienne des XIXe et début du XXe siècles.

## Diaspora et héritage

### Diaspora américano-libérienne
Après le coup d'État libérien de 1980 (en) et les première et deuxième guerres civiles libériennes, des milliers d'Américano-Libériens ont quitté le pays tandis que d'autres ont été tués dans les conflits. Le coup d’État de 1980 a mis fin à la position politique dominante que les Américano-Libériens avaient détenue sur la société libérienne et a conduit des individus et des familles américano-libériennes influents à quitter le pays, soit de force, soit volontairement, en exil. Le statut socio-économique plus élevé des Américano-Libériens leur a également permis d’émigrer du pays plus facilement que d’autres groupes ethniques en période de conflit. En 1991, le président américain George H.W. Bush a accordé aux Libériens une protection en matière d'immigration en vertu du « statut de protection temporaire » pendant la première guerre civile. Les Américano-Libériens se sont installés principalement aux États-Unis dans des endroits comme le Maryland, le Minnesota, New York, la Pennsylvanie, ainsi qu'en plus petit nombre au Canada et au Royaume-Uni. Certains enfants d'immigrants américano-libériens aux États-Unis s'identifient comme afro-américains plutôt que comme libériens et ont adopté l'accent et la culture américains. Bien que la diaspora américano-libérienne soit importante aux États-Unis, il reste des communautés d'Américano-Libériens dans les plus grandes villes et villages libériens tels que Monrovia, Crozerville et Careysburg. En 2009, on estimait qu'une population de 150 000 Américano-Libériens existait sur une population libérienne totale de 3,5 millions de personnes.

### L'héritage culturel américano-libérien
Alors que la mondialisation a propagé la culture afro-américaine à travers le monde, les Américano-Libériens ont reproduit leur propre continuité culturelle américaine au Libéria. Son nom signifie « terre de liberté » et il est considéré comme le plus américain des pays africains en termes d'institutions politiques[réf. nécessaire].
La constitution, la structure du gouvernement et le drapeau du Libéria ressemblent à ceux des États-Unis. Les anciennes résidences des familles américano-libériennes ont été construites dans le style des maisons de plantation d'avant-guerre qu'elles auraient pu admirer dans le Sud américain. Leur langue a continué à contenir des éléments de l'anglais vernaculaire afro-américain. Selon de nombreux témoignages, les Libériens s’intègrent facilement dans les communautés afro-américaines. Les immigrants libériens aux États-Unis ont les taux d’acceptation de passeport les plus élevés et les taux de prolongation les plus longs de tous les citoyens des nations africaines.
Bien que de nombreux Américano-Libériens de la classe supérieure aient quitté le pays ou aient été tués pendant les guerres civiles, et que leurs maisons et monuments se soient effondrés, les Libériens ordinaires se tournent vers les États-Unis pour obtenir de l’aide. En 2007, le fondateur de Black Entertainment Television (BET), Robert Johnson, a appelé « les Afro-Américains à soutenir le Liberia comme les Juifs américains soutiennent Israël »[réf. nécessaire].

## Américano-Libériens notables
Le groupe ethnique américano-libérien ou Congau a produit plusieurs hommes politiques, hommes d'affaires et professionnels notables, notamment :

### Politiciens
- Wilmot Collins, homme politique américain d'origine libérienne, maire d'Helena, dans le Montana
- William VS Tubman, président libérien et père du Libéria moderne
- William Tolbert, dernier président américano-libérien
- Nathaniel Barnes, homme d'affaires et homme politique libérien
- Charles Cecil Dennis, diplomate et homme politique libérien
- C. Cyvette M. Gibson, maire de Paynesville, Libéria (en)
- Louis Arthur Grimes, juriste libérien
- Richard Abrom Henries, homme politique libérien
- Elijah Johnson, pionnier libérien et père fondateur du Liberia
- James A. A. Pierre (en), homme politique libérien
- Charles Taylor, président libérien et criminel de guerre reconnu coupable
- Hilary Teague, pionnière libérienne et auteur de la Déclaration d'indépendance du Libéria
- Frank E. Tolbert (en), homme politique et homme d'affaires libérien
- E. Reginald Townsend, homme politique et journaliste libérien
- Winston Tubman, avocat et homme politique libérien
- Clarence Lorenzo Simpson Sr., homme politique libérien et ancien vice-président
- Kimmie Weeks (en), militante libérienne des droits de l'homme

### Éducation et écrivains
- Edward Wilmot Blyden, intellectuel libérien et pionnier du panafricanisme
- Mary Antoinette Brown-Sherman, éducatrice libérienne et première femme africaine à occuper le poste de présidente d'une université
- Anna E. Cooper, éducatrice, doyenne de l'Université du Libéria
- Helene Cooper, journaliste au New York Times
- John Payne Jackson (en), journaliste influent de la colonie de Lagos et fondateur du Lagos Weekly Record
- Wayétu Moore (en), auteur

### Entreprise
- Romeo A. Horton, fondateur de la Banque africaine de développement
- Clarence Lorenzo Simpson Jr. (en), juge et homme d'affaires libérien
- Benoni Urey (en), homme d'affaires libérien et le Libérien le plus riche[30]
- Rhoda Weeks-Brown (en), conseillère juridique générale du FMI

### Science et médecine
- Solomon Carter Fuller, pionnier libérien et psychiatre et médecin afro-américain

### Présidents du Libéria d'origine américaine
Les Américano-Libériens formaient une élite culturelle au Libéria. Les présidents suivants du Libéria sont nés aux États-Unis :
- Joseph Jenkins Roberts, premier et septième président. Né à Norfolk, Virginie
- Stephen Allen Benson, deuxième président. Né à Cambridge, comté de Dorchester, Maryland
- Daniel Bashiel Warner, troisième président. Né dans le comté de Baltimore, Maryland
- James Spriggs-Payne, quatrième et huitième président. Né à Richmond, Virginie
- Edward James Roye, cinquième président. Né à Newark, comté de Licking, Ohio.
- James Skivring Smith, sixième président. Né à Charleston, comté de Charleston, Caroline du Sud
- Anthony W. Gardiner, neuvième président. Né dans le comté de Southampton, en Virginie
- Alfred F. Russell, dixième président. Né à Lexington, comté de Fayette, Kentucky
- William D. Coleman, treizième président. Né dans le comté de Fayette, Kentucky
- Garretson W. Gibson, quatorzième président. Né à Baltimore, Maryland

Un président américano-libérien du Libéria est également né aux Antilles britanniques :
- Arthur Barclay, le quinzième président du Libéria, est né à Bridgetown, à la Barbade

Tous les présidents suivants sont nés au Libéria.

### Sources
- Colin Grant, Negro with a Hat: The Rise and Fall of Marcus Garvey, London, Jonathan Cape, 2008 (ISBN 978-0-09-950145-9)